# Брэнди Лайонс
Брэнди Лайонс (англ. Brandi Lyons, настоящее имя Шейла Даун Страуд англ. Sheila Dawn Stroud, род. 29 марта 1979 или 26 марта 1979, Флорида) — американская порноактриса, лауреат премии AVN Awards.

## Биография
Родилась 29 марта 1979 года во Флориде. Выросла в Кентукки. В порноиндустрии дебютировала в 1999 году, в возрасте 20 лет. Снималась для таких студий, как Smash Pictures, Metro, Adam & Eve, Evolution Erotica, и New Sensations.
В 2002 году впервые снялась в сцене двойного анального проникновения в фильме Double Anal Excursions 4; также в этом фильме в тематике дебютировали Энджел Лонг, Джули Найт и Мелани Джаггер.
В 2004 году получила AVN Awards в номинации «лучшая групповая лесбийская сцена» за фильм The Violation of Jessica Darlin.
Ушла из индустрии в 2012 году. По данным на 2020 год, снялась в 438 порнофильмах.

## Награды и номинации
- 2004 XRCO Award, номинация – лучшая групповая сцена[8]
- 2004 AVN Awards – лучшая групповая лесбийская сцена (The Violation of Jessica Darlin; вместе с Джессикой Дарлин, Флик Шагвелл, Ланой Мур, Холли Стивенс, Эшли Блу и Кристал Рэй, студия JM Productions)[9]
- 2005 AVN Awards, номинация – лучшая групповая сцена секса, видео (ATM Machine 3; вместе с Стивом Холмсом, Scott Lyons и Tristan Seagal)[10]

## Личная жизнь
С 1994 года состоит в браке с порноактёром Скоттом Лайонсом. У пары есть дочь.

## Избранная фильмография
- Down The Hatch 5 (2000)
- Un-natural Sex 2 (2001)
- One In The Pink And One In The Stink 1 (2003)
- POV Pin-ups 3 (2004)
- Ass to Mouth 15 (2005)
- Blow Pop 1 (2006)
- Glory Hole (2007)